# امید کریمیان
امید کریمیان نمایندهٔ دورهٔ نهم و دوازدهم مجلس شورای اسلامی است. او در مجلس نهم عضو کمیسیون اقتصادی مجلس شورای اسلامی از حوزهٔ انتخابیهٔ مریوان و سروآباد در استان کردستان  بود.